# Robert Baden Powell
Sir Robert Badden Powell (London, 22. veljače 1857. – Nyeri, Kenija, 8. siječnja 1941.), utemeljitelj izviđaštva
Nakon završetka školovanja pridružio se vojsci i postao časnik te se istaknuo u Burskom ratu. Vrativši se u Englesku napisao je knjigu opisujući vještine kojima je u Africi naučio svoje vojnike. Godina 1907. smatra se godinom utemeljenja izviđačkoga pokreta jer je 1. kolovoza 1907. godine Baden-Powell organizirao pokusni kamp za dvadesetak dječaka na otočiću Brownsea u Engleskoj te je potaknut njihovim oduševljenjem napisao knjigu Scouting for Boys (Izviđaštvo za dječake). Od tada se skautizam proširio cijelim svijetom i tisuće dječaka željele su pridružiti se pokretu. Godine 1910. osniva ženski skautski pokret i u potpunosti se posvećuje skautizmu, u čemu je imao podršku svoje 30 godina mlađe supruge Olave. Prvi jamboree održan je 1920. godine u Londonu i na njemu sir Robert postaje Glavni skaut svijeta te predsjednik Svjetskog pokreta izviđača, a 1930. Olave Baden-Powell predsjednicom Ženskog skautskog udruženja. Oboje su rođeni na isti dan, 22. veljače, te se od 1926. ovaj datum slavi i obilježava u obje svjetske organizacije na poseban način. Poznat je i pod pokratom BP (od eng. Be Prepared - Budi pripravan).

## Pismo ogulinskim skautima 1923.
Ogulinski izviđači dobivaju odgovor na poslanu čestitku povodom B.P.-jeva rođendana. Pismo je objavljeno u “SKAUT-u” iz 1923. god.
						Savez izviđačkih (skautskih) organizacija
								London, S. W. 1.
								26. veljaće, 1923.
		Hrvatskim izviđačima
Uistinu mi je drago čuti se s vama, moja braćo hrvatski izviđaći, vrlo sam vam zahvalan na čestitkama pvodom mog rođendana. Vrlo me se dojmila Hrvatska dok sam na biciklu prolazio kroz vaš kraj u ranim danima biciklizma. Vrlo mi je drago što sad Hrvatska ima svoju izviđačku organizaciju i u skladu s tim želim vam mnogo uspjeha i dobro logorovanje.			
Iskreno vaš,
								Robert Baden – Powell osobno

## Powellovo oproštajno pismo
"Dragi skauti, 

Imao sam vrlo sretan život i želim svakome od vas, također da ima tako sretan život. Vjerujem da nas je Bog stavio u ovaj veseli svijet da budemo sretni i uživamo život. Sreća ne dolazi od toga da je netko bogat, ni samo što je uspješan u svojoj karijeri, a niti od prepuštanja užicima. Jedan korak prema sreći je učiniti sebe zdravim i snažnim dok si dječak, tako da možeš biti koristan i da možeš uživati život dok si čovjek. Proučavanje prirode pokazat će ti koliko je izvanrednih i lijepih stvari koje je Bog stvorio na svijetu da bi baš ti uživao. Budi zadovoljan s onim što imaš i učini s tim najbolje što možeš. Gledaj na svijetlu stranu stvari umjesto na onu mračnu. Ali, stvarni put do sreće je davanje sreće drugim ljudima. Pokušaj ostaviti ovaj život malo boljim nego što si ga našao, a kad dođe tvoj red za umiranje, možeš umrijeti sretan, uz osjećanje da svakako nisi potratio svoje vrijeme, već učinio najbolje što si mogao. Budi pripravan za to da živiš sretno i umireš sretno..."